# ケルムスコット・ハウス
ケルムスコット・ハウス (英語: Kelmscott House) は、ハマースミスのアッパーモール26番、テムズ川をのぞむ場所にあるジョージアン様式の煉瓦の邸宅である。イングランド人のテキスタイルデザイナー、芸術家、作家、社会主義者であるウィリアム・モリスが1878年10月から1896年10月に亡くなるまで住んでいたロンドンの住宅としてよく知られているが、これ以前に作家のジョージ・マクドナルドも居住しており、またサー・フランシス・ロナルズによって初めて電信システムの設置が行われた場所でもある。ヒストリック・イングランドにより、第二*級指定建造物に登録されている。

## モリス以前
1785年頃に建てられた茶色い煉瓦の建物である。3階建てで、地下室と屋根窓がある。
この家はもともと科学者であるサー・フランシス・ロナルズの一族が所有しており、1816年にロナルズは世界で最初の電信システムをこの庭で作った。 1867年から1877年までは作家で聖職者のジョージ・マクドナルドの家であり、マクドナルドは『北風のうしろの国へ』(At the Back of the North Wind, 1871) や『お姫様とゴブリン』(The Princess and the Goblin, 1873)をここで執筆した。

## ウィリアム・モリスの屋敷
1878年10月からウィリアム・モリスがこの家に住むようになった。もともとは「ザ・リトリート」(The Retreat、「隠棲の場」) と呼ばれていたが、モリスは1871年6月から住んでいたケルムスコット・マナーのあるオックスフォードシャーのケルムスコットにちなんで家の名前を変更した。馬車置き場はテキスタイル工房として使用されていたが、モリスは私室でもタペストリー作りなどの作業を行っていた。1881年にモリスがマートン・アビーに染色もできる工房を作った後は、もともと織物工房だった部屋は社会主義者の会合場所として使われるようになった。
この当時のハマースミスはロンドン中心部に比べると混雑しておらず、モリスは庭の自然を楽しんでいたという。モリスはこの住居を非常に気に入っていた。
1891年、モリスは近所のアッパーモール16番地でアーツ・アンド・クラフツ運動の重要な一部となる印刷所ケルムスコット・プレスを始めた。その後5ヶ月ほどしてすぐ近くのアッパーモール14番地に印刷所を移転した。
モリスは1896年10月に亡くなるまでこの家に住んでいた。

## 20世紀以降
1954年に第二*級指定建造物となった。ケルムスコット・ハウス自体は私有物であるが、ウィリアム・モリス協会がこの建物の一部を本部に使用している。モリスが使用していた頃の面影が残っているのはウィリアム・モリス協会が使用しているごく一部の箇所である。ウィリアム・モリス協会が管理している公開されている場所は美術館になっており、馬車置き場だったところに展示がある。2011年、ウィリアム・モリス協会はロンドン歳出削減反対抗議運動に参加するため、1日だけ社会主義連盟の事務所をここに再建した。